# Mind Snare
Mind Snare ist eine italienische Brutal-Death-Metal-Band aus Turin, die 1989 gegründet wurde.

## Geschichte
Die Band wurde am 14. Juli 1989 von dem 15 Jahre und zehn Monate alten Gitarristen Chris Benso gegründet. 1990 erschien das erste Demo Satan’ Slaughter, dem sich mit Chemioteraphy (1991), The Dream-Quest into the Unknown (1992), Blind (1994) und Icon (1995) weitere Demos anschlossen. 1995 trat die Band zusammen mit Vader, Malevolent Creation und Oppressor auf. 1996 folgte mit Day of the Dead das erste Live-Demo, dem sich 1997 unter dem Namen …Awaiting the Ancients das nächste Studiodemo anschloss. Im August 1998 wurde die EP Hegemony aufgenommen, ehe sie im Mai 1999 in Eigenveröffentlichung erschien. Im September des Jahres unterzeichnete die Band einen Plattenvertrag bei dem malaysischen Label Psychic Scream Entertainment, worüber im Januar 2000 Hegemony mit zwei Live-Songs als Bonus wiederveröffentlicht wurde. Im Juli und August des Jahres wurde das Debütalbum Hateful Attitude aufgenommen, das im Januar 2001 in den Handel kam. Im August des Jahres wurde die EP Broken Promises bei dem italienischen Label Terror from Hell Records veröffentlicht. Nachdem die Gruppe im Januar 2002 einen Vertrag bei dem US-amerikanischen Label Forever Underground Records unterzeichnet hatte, begannen im August 2002 die Aufnahmen zum Album The Noble Ancestry. Es erschien im Februar 2003 europaweit bei Forever Underground Records, ehe es das Label im August weltweit anbot. 2004 wurde die EP Visions bei dem italienischen Label Rapture Asylum Records veröffentlicht, woraufhin im August des Jahres die Aufnahmen zum Album From Blood to Dust begannen, das im Februar 2005 über Forever Underground Records erschien. Im Juni 2005 spielte die Band zusammen mit Cephalic Carnage in Rom, ehe sie im folgenden Juli auf dem Obscene Extreme zu sehen war. Im Oktober folgten weitere Auftritte mit Vader und Rotting Christ in Codevilla, dann im Dezember mit Dismember in Turin. Im März 2006 wurde ein Musikvideo zu Blood and Dust veröffentlicht. Im Mai des Jahres begannen die Aufnahmen zum Album Black Crystal Sun im One Voice Studio in Chivasso, woraufhin es im Juli bei dem deutschen Label Cxxt Bxxcher Records erschien. Im Mai 2006 war die Band außerdem in Tschechien auf dem Studenka Festival zu sehen. Im Mai 2007 spielte die Gruppe mit Suffocation in Turin, ehe am 21. Februar 2009 der erste Auftritt seit 16 Monaten, mit Davide Tonin als neuem Schlagzeuger, abgehalten wurde. Am 19. Juli des Jahres wurde zum 20-jährigen Bandbestehen ein Konzert mit Marduk und Dew-Scented gegeben. Aus demselben Grund war für 2009 die Veröffentlichung des Albums Undergroundemons geplant, da Cxxt Bxxcher Records geschlossen wurde, blieb diese aus. Im Januar 2011 verließen Tonin und der Bassist und Sänger Gigi Casini die Besetzung, als Ersatz stießen der Bassist Fabio, der Sänger Derek und der Schlagzeuger Sergio Pavinato hinzu. Letzterer ist bereits auf From Blood to Dust und Black Crystal Sun zu hören gewesen. Der erste Auftritt in neuer Besetzung wurde daraufhin zusammen mit Necrodeath durchgeführt. Auch begann die Gruppe mit den Arbeiten zu neuen Songs, die 2013 als Demo erschienen. 2014 wurde über Thew Spew Records, einem Sub-Label von Punishment 18 Records, das Album Ancient Cults Supremacy publiziert.

## Stil
Sargon the Terrible von metalcrypt.com schrieb in seiner Rezension zu The Noble Ancestry, dass die Band Brutal Death Metal spielt; sie lasse starke klangliche Parallelen zu Vader und Deicide durchscheinen. Die Songs seien recht dynamisch gestaltet, die Produktion sei nur durchschnittlich, sodass das Schlagzeug kraftlos klinge. Der Gesang sei der Schwachpunkt des Albums, Sargon the Terrible verglich den Sänger mit dem Krümelmonster. Andreas Stappert vom Rock Hard bezeichnete Black Crystal Sun als geradlinigen und „ruppigen“ Brutal Death Metal. Die Musik sei technisch recht anspruchsvoll, wobei vor allem ein US-amerikanischer Einfluss erkennbar sei. Insgesamt komme man jedoch qualitativ nicht an die Genregrößen heran. Für Neil Arnold von metalforcesmagazine.com enthält Ancient Cults Supremacy geradlinigen Old-School-Death-Metal mit gelegentlichen Grindcore-Einflüssen. Der Gesang sei tief und guttural, während der Bass rumpele, die E-Gitarren schwer und wild klängen und das Schlagzeug „bolze“. Die Gruppe mische schnelle Passagen mit langsameren, düsteren Melodien und verarbeite Einflüsse von Gruppen wie Suffocation, Deicide und Gorefest. Thematisch setze man sich mit Tod, Hass und Aggression auseinander. Insgesamt produziere die Band recht brutale Musik und sei gelegentlich auch technisch etwas anspruchsvoll.

## Diskografie
- 1990: Satan’ Slaughter (Demo, Eigenveröffentlichung)
- 1991: Chemioterapy (Demo, Eigenveröffentlichung)
- 1992: The Dream-Quest in to Unknown (Demo, Eigenveröffentlichung)
- 1994: Blind (Demo, Eigenveröffentlichung)
- 1995: Icon (Demo, Eigenveröffentlichung)
- 1996: Day of the Dead (Demo, Eigenveröffentlichung)
- 1997: …Awaiting the Ancients (Demo, Eigenveröffentlichung)
- 1999: Hegemony (EP, Eigenveröffentlichung)
- 2001: Hateful Attitude (Album, Psychic Scream Entertainment)
- 2001: Broken Promises (EP, Terror from Hell Records)
- 2003: The Noble Ancestry (Album, Forever Underground Records)
- 2004: Visions (EP, Rapture Asylum Records)
- 2005: From Blood to Dust (Album, Forever Underground Records)
- 2005: Worstenemy / Mind Snare (Split mit Worstenemy, Raptures Asylum Productions)
- 2006: Black Crystal Sun (EP, Cxxt Bxxcher Records)
- 2013: Promo 2013 (Demo, Eigenveröffentlichung)
- 2014: Ancient Cults Supremacy (Album, The Spew Records)